# Bisbat de San Andrés Tuxtla
El bisbat de San Andrés Tuxtla (castellà:  Diócesis de San Andrés Tuxtla, llatí: Dioecesis Sancti Andreae de Tuxtla) és una seu de l'Església Catòlica a Mèxic, sufragània de l'arquebisbat de Jalapa, i que pertany a la regió eclesiàstica Golfo. L'any 2014 tenia 683.898 batejats sobre una població d'1.010.914 habitants. Actualment està regida pel bisbe Fidencio López Plaza.

## Territori
La diòcesi comprèn 29 municipis de la part sud-oriental de l'estat mexicà de Veracruz.
La seu episcopal és la ciutat de San Andrés Tuxtla, on es troba la catedral de Sants Josep i Andreu.
El territori s'estén sobre 14.587  km², i està dividit en 61 parròquies.

## Història
La diòcesi va ser erigida el 23 de maig de 1959, mitjançant la butlla Quibus christiani del Papa Joan XXIII, prenent el territori dels bisbats de Tehuantepec i de Veracruz-Jalapa (avui arquebisbat de Jalapa).
El 9 de juny de 1962 i el 14 de març de 1984 cedí porcions del seu territori per tal que s'erigissin respectivament els bisbats de Veracruz i de Coatzacoalcos.

## Cronologia episcopal
- Jesús Villareal y Fierro † (23 de maig de 1959 - 20 de febrer de 1965 mort)
- Arturo Antonio Szymanski Ramírez (21 de març de 1965 - 13 d'agost de 1968)
- Guillermo Ranzahuer González † (15 de febrer de 1969 - 12 de juny de 2004 jubilat)
- José Trinidad Zapata Ortiz (12 de juny de 2004 - 20 de març de 2014 nomenat bisbe de Papantla)
- Fidencio López Plaza, dal 2 de març de 2015

## Estadístiques
A finals del 2014, la diòcesi tenia 683.898 batejats sobre una població d'1.010.914 persones, equivalent al 67,7% del total.
| any  | població  | població  | població | sacerdots | sacerdots       | sacerdots       | sacerdots             | diaques | religiosos | religiosos | parròquies |
| ---- | --------- | --------- | -------- | --------- | --------------- | --------------- | --------------------- | ------- | ---------- | ---------- | ---------- |
| any  | batejats  | total     | %        | total     | clergat secular | clergat regular | batejats por sacerdot | diaques | homes      | dones      |            |
| 1966 | 485.394   | 539.215   | 90,0     | 34        | 29              | 5               | 14.276                |         | 7          | 89         | 20         |
| 1970 | 553.500   | 615.246   | 90,0     | 38        | 34              | 4               | 14.565                |         | 7          | 106        | 19         |
| 1976 | 772.000   | 857.790   | 90,0     | 40        | 38              | 2               | 19.300                |         | 2          | 114        | 30         |
| 1980 | 926.000   | 1.060.000 | 87,4     | 53        | 48              | 5               | 17.471                |         | 6          | 102        | 37         |
| 1990 | 639.000   | 723.000   | 88,4     | 41        | 36              | 5               | 15.585                | 3       | 5          | 62         | 25         |
| 1999 | 856.000   | 892.000   | 96,0     | 58        | 56              | 2               | 14.758                | 24      | 2          | 76         | 39         |
| 2000 | 872.000   | 908.000   | 96,0     | 61        | 59              | 2               | 14.295                | 24      | 2          | 81         | 40         |
| 2001 | 844.351   | 894.351   | 94,4     | 74        | 71              | 3               | 11.410                | 32      | 3          | 82         | 43         |
| 2002 | 921.138   | 968.266   | 95,1     | 68        | 66              | 2               | 13.546                | 31      | 2          | 106        | 45         |
| 2003 | 920.138   | 968.266   | 95,0     | 86        | 70              | 16              | 10.699                | 83      | 16         | 87         | 46         |
| 2004 | 922.898   | 968.266   | 95,3     | 71        | 69              | 2               | 12.998                | 34      | 2          | 113        | 47         |
| 2010 | 1.010.000 | 1.085.000 | 93,1     | 85        | 83              | 2               | 11.882                | 33      | 2          | 110        | 56         |
| 2014 | 683.898   | 1.010.914 | 67,7     | 106       | 103             | 3               | 6.451                 | 31      | 9          | 75         | 61         |